# Kirjat Sepher
Kirjat Sepher (Kirjath Sepher. Bibliographical Quarterly of the Jewish National and University Library; auch Kirjat Sefer oder Kiryat Sefer geschrieben) ist eine bibliographische hebräische Vierteljahresschrift, herausgegeben von der Nationalbibliothek Israels in Jerusalem.
Sie verzeichnet seit 1924 möglichst vollzählig alle Hebraica und Judaica und stellt die umfassendste Bibliographie zur jüdischen Literatur und für Judaica im Allgemeinen dar.
Sie ist seit 1969 zu ergänzen durch den Index of Articles on Jewish Studies (ebenfalls Jerusalem). Mit Heft Nr. 73 (2003) wurde das Erscheinen der Printausgabe eingestellt. Kirjat Sepher wird nun nur noch online weitergeführt.

## Weblink
- Kirjat Sepher elektronisch